# تشانغ لي (لاعب كرة قدم مواليد 1982)
تشانغ لي (بالصينية: 张雷) هو لاعب كرة قدم صيني، ولد في 1982 في داليان في الصين.